# Marzena Godecki
Marzena Godecki (ur. jako Marzena Godecka), obecnie Marzena D'Odorico (ur. 28 września 1978 roku w Bytomiu) – polska aktorka mieszkająca w Australii.

## Życiorys
Marzena Godecki urodziła się w Bytomiu w Polsce, jednak w wieku czterech lat wyemigrowała z rodzicami do Australii. Tu uczyła się w szkole baletowej w Melbourne. W Australii jest znana głównie z roli Neri w serialu Dziewczyna z oceanu, do którego wygrała casting w wieku 16 lat.
W 2008 r. wyszła za mąż i ma syna Nico. Prowadzi obecnie sklep z odzieżą dziecięcą w Melbourne.

## Filmografia
- 1992: Round the Twist 2 jako dziewczyna
- 1994–1997: Dziewczyna z oceanu jako Neri